# Tabanus albifacies
Tabanus albifacies är en tvåvingeart som beskrevs av Friedrich Hermann Loew 1856. Tabanus albifacies ingår i släktet Tabanus och familjen bromsar. Inga underarter finns listade i Catalogue of Life.